# Icius congener
Icius congener är en spindelart som beskrevs av Simon 1871. Icius congener ingår i släktet Icius och familjen hoppspindlar. Inga underarter finns listade i Catalogue of Life.